# أجيال الويب
تتابعت تطورالتقنية في العصر الحديث بشكل سريع بداية من ظهور الانترنت والويب، مما جعل هذا العصر يطلق عليه عصر المعلومات.
ظهرت فكرة (الإنترنت) في بداية الستينيات في الولايات المتحدة الأمريكية، وكان الغرض منها خدمة الأغراض العسكرية، نتيجة مشروع كان تابعًا لوزارة الدفاع الأميركية؛ وقد أنشئ هذا المشروع من أجل ربط الجامعات ومؤسسات الأبحاث بعضها الآخر لكن لم يستخدم الإنترنت بشكل واسع حتى أوائل التسعينات من القرن العشرين.
وفي بداية التسعينات ظهر (الويب World Wide Web أو WWW) الذي أسسه البريطاني “تيم بيرنرز لي“، وما لبث أن ظهرت أجيال لهذا الويب نتجت عن التغيير السريع في التقنيات والتطبيقات المستخدمة في بنائه.

## الفرق بين الويب والانترنت
الإنترنت والويب مصطلحين لكل منها مفهوم مختلف عن الأخر:
الإنترنت (Internet):
1. هي البيئة التشغيلية والحاضنة للويب والتي تقدم الخدمات والمعلومات عن طريق تطبيقاتها والتي تسمى بتطبيقات الويب.[1]
2. أوهي مجموعة متصلة من شبكات الحاسوب التي تضم الحواسيب المرتبطة حول العالم، وتقدم العديد من الخدمات مثل الشبكة العنكبوتية العالمية (الويب)، والبريد الإلكتروني، وبرتوكولات نقل الملفات FTP.

الويب (World Wide Web):
1. هو نظام معلوماتي ضخم على الإنترنت يقوم بعرض المعلومات وتصفحها ويحتوي على مجموعة من الخدمات والبرمجيات التي يقدمها للمتصفح، بمعنى أنها التطبيقات التي تستخدم على الإنترنت بغرض الوصول للمعلومات، ومن ذلك: صفحات الويب، المواقع، البوابات، برامج البريد الإلكتروني، متصفحات الويب".[1]
2. أو هو عبارة عن مجموعة من الصفحات المرتبطة تشعبيا منشورة على الإنترنت، تنتشر صفحات الويب عن طريق منظمات وأفراد مهتمين بوضع أنفسهم على الإنترنت تسمى مجموعة صفحات الويب التي تعود لمنظمة معينة باسم موقع الويب".[2]

## الجيل الأول (web.1)

### تعريف (web.1)
1. صفحات ثابتة تتضمن محتوى يتم وضعة من فرد أو مؤسسة  ويعد مصدراً هائلا للمعلومات.
2. أو هو نظام من الوثائق المترابطة عن طريق النص الفائق عبر شبكة الإنترنت.

### خصائص (web.1)
1. المعلومات التي تنشر عليه تنشر بطريقة ثابتة، فالمواضيع لا يمكن نشرها أو تغييرها إلا من قبل صاحب الموقع.
2. وفي هذا النوع من الويب يستطيع الفرد قراءة المعلومات المنشورة على شبكات الإنترنت، دون تعليق كتابي على هذا المعلومات؛ أي المشاهدة فقط من اتجاه واحد.
3. المعلومات في الويب1.0 تعرض لأجل الاستعراض فقط، ويغيرها صاحب الموقع من فترة لفترة بناء على رغبته، فلا يوجد بها أي تفاعل لأن الهدف هو البحث عن المعلومة وقراءتها.

### خدمات (web.1)
من خدمات الويب 1 :
1. خدمة البريد الإلكتروني  E-mail.
2. القوائم البريدية Mailing Lists
3. مجموعات الأخبار.
4. المحادثة  Chatting Rooms
5. الفصول الافتراضية.
6. والفيديو التفاعليInteractive Video
7. مؤتمرات الفيديو video  conferencing
8. المؤتمرات الصوتية Audio conferencing

### سلبيات (web.1)
من سلبيات الويب 1 :
1. مغلق حيث يمنع المشاركة، وعدم تداخل أفراد غير مرخص لهم بالمشاركة حتى بتعليقات بسيطة.
2. العملية التفاعلية تكون باتجاه واحد.
3. يركز على الجانب المعرفي فقط.
4. يقل الاهتمام بالمهارات الاجتماعية مثل التعلم التعاوني.
5. التغذية الراجعة لا تصل بالوقت المناسب.

## الجيل الثاني (web.2)
ويب 2.0 هو مصطلح يشير إلى مجموعة من التكنولوجيات الجديدة والتطبيقات الشبكية التي أدت إلى تغيير سلوك الشبكة العالمية والانترنت. كلمة “ويب 2.0″ سُمعت لأول مره في دورة نقاش بين شركة أورلي (O’Reilly) الإعلامية المعروفة، ومجموعة ميديا لايف (Media Live) الدولية لتكنولوجيا المعلومات في مؤتمر تطوير الويب الذي عُقد في سان فرانسيسكو في تشرين الأول / أكتوبر 2004.

### تعريف (web.2)
1. الجيل الثاني من الويب، يعني الجيل الثاني من الشبكة العنكبوتية الذي يركز على قدرة الناس على التعاون ومشاركة المعلومات على شبكة الإنترنت.[6]
2. الجيل الثاني من الخدمات المستضافة عبر الإنترنت ترتكز على خلق ويب أكثر إنسانية وأكثر تفاعلاً، فهي تحول الإنترنت من مصدر للمعلومات الجاهزة إلى مصنع للمعلومات التفاعلية بإسلوب سهل، من خلال تصميم مواقع تعزز الإبداع وتبادل المعلومات وإبرازها والتشارك بين المستخدمين.[7]

### خصائص (web.2)
1. الشبكة كنظام تشغيل: يمكن استخدام الويب للوصول إلى تطبيقات الويب، وليس فقط الوصول لمصادر المعلومات، وهذا يتيح للمستفيدين إمكانية استخدام التطبيقات دون الحاجة لتثبيت البرامج على حاسباتهم الشخصية.
2. سلوك وليس تكنولوجيا: إن الجيل الثاني من الويب ليس مجموعة من المعايير أو التطبيقات في المقام الأول، لكنها طريقة جديدة لاستخدام الويب. مثال: جوجل محرك بحث ذكي جدا، وهذا فقط مايميزه عن بقية المحركات ذكاء المحرك والحس الإبداعي.
3. البيانات هي الأهم: تركز مواقع الجيل الثاني للويب على المحتوى والبيانات، طريقة عرض المحتوى، نوعية المحتوى، إتاحة المحتوى للجميع، الخدمات الخاصة للاستفادة التامة من هذه البيانات، أي أن نوعية البيانات المعروضة  وطرق الاستفادة من هذه البيانات هي التي تجعلنا نطلق على بعض المواقع بمواقع الجيل الثاني للويب.
4. الخدمة الذاتية للوصول إلى كل مكان: أحد خصائص مواقع الجيل الثاني من الويب هو إمكانية نشر الخدمة خارج نطاق الموقع، تقنيات مثل atom, rss وغيرها من التقنيات يمكن من خلالها إيصال محتوى الخدمة خارج نطاق الموقع.
5. حفظ بعض الحقوق: يمكن أن يتيح تطور التراخيص الحرة أو المجانية إلى تكامل البيانات وإعادة استخدام البرامج دون مواجهة أي عوائق قانونية.
6. أنظمة تتطور إذا كثر استخدامها: تلك هي أنظمة الجيل الثاني من الويب، استخدام موقع فليكر بكثافة مثلا يعني تطوراً لخدمة فليكر للأفضل.
7. الثقة بالمستفيدين: يمكن أتخاذ نهجاً أكثر حرية يتيح للمستفيدين استخدام الخدمات بسهولة ويسر بدلاً من فرض نظم وصول معقدة، في مواقع الجيل الثاني من الويب المحتوى يبنيه المستفيد أو يشارك مشاركة فعالة في بنائه لذا فإن أحد أهم مبادئ هنا هو إعطاء الثقة الكاملة للمستفيد للمساهمة في بناء هذه الخدمة.[8]

### خدمات (web.2)
فيما يلي سيتم شرح بعضاً من خدمات ويب 2.0 مع ذكر أمثلة عليها:
- خلاصات المواقع (rss):

وهي اختصار لــRich site summary تعمل هذه التقنية على نشر محتويات موقع ما للمهتمين بمتابعة تحديثه، وتعتبر هذه التقنية وسيلة سهلة تمكن أي شخص من الحصول على آخر المواضيع فور ورودها في مواقعه المفضلة على شبكة الإنترنت من دون القيام بزيارة الموقع يومياً بحثاً عن التحديثات.
لتفعيل هذه الخدمة يجب توافر ثلاثة شروط:
1. أن يدعم الموقع خدمة RSS وهذا متوفر في المدونات Blogs
2. توافر قارئ تلقيم RSS وهي برامج متوفرة في الإنترنت ومجانية.
3. إضافتك للموقع على قارئ تغذية (RSS Feeds).

- التدوين الصوتي (البود كاستpodcast):

كلمة بود كاست عبارة عن مقطعين الأول (pod) مأخوذة من جهاز ipod الشهير من شركة آبل والمستخدم في حفظ الملفات الصوتية وتشغيلها والثاني (cast) ويعني النشر. ففي أواخر عام 2004 قامت المحطات الإذاعية على الإنترنت بتبني فكرة التدوين الصوتي لنشر محتوياتها الإذاعية. تسمح تقنية التدوين الصوتي بتسجيل ملفات صوتية بصيغة mp3 ليقوم المستمتع لاحقاً بتحميلها ثم الاستماع إليها. فتقنية التدوين الصوتي تختلف عن فكرة راديو الإنترنت في آلية عملها. ففي راديو الإنترنت المستخدم ملزم بتدفق الصوت وإذا قام بإيقاف التدفق يعني ذلك أنه سيفقد البرنامج الإذاعي الذي كان يستمع إليه وبالتالي لا يمكن إعادته. على العكس من ذلك، تسمح تقنية التدوين الصوتي بتحميل الملفات الصوتية على جهاز المستخدم أو على مشغلات mp3 والاستماع إليها في أي وقت.
- المدونات(Blogs):

تعرف المدونة على أنها صفحة إنترنت ديناميكية تتغير زمنياً حسب المواضيع المطروحة فيها، حيث تعرض المواضيع في بداية المدونة حسب تاريخ نشرها (حديثة النشر أولاً ثم التي تليها وهكذا). ونجد أن المدونات قد اكتسبت شعبية عارمة بين مستخدميها لسهولة استخدامها بحيث يمكن لأي شخص غير ملم ببرمجة وتصميم مواقع الإنترنت خلق مدونة له في غضون دقائق بفضل وجود مواقع تقدم خدمة استضافة وخلق المدونات مجاناً.
  من مميزات وفوائد  المدونة: 
1. تقدم فرصة للوصول لمجموعة واسعة من الناس.
2. تحفز على الحوار المفتوح وتشجع على تبادل الاراء والافكار.
3. هي نموذج لثقافة علمية يربط بين الاساليب القديمة والحديثة.
4. سهلة في البناء وسهلة في صيانتها وتطويرها وتعديلها.
5. وسيلة لتخزين المعلومات وتنظيمها.

مزودي خدمة إنشاء المدونات: 
1. بلوجر Blogger : وهو من أشهر مزودي خدمة إنشاء المدونات، وهي مقدمة عن طريق جوجل Google.
2. جيران Jeeran : وهو أحد مزودي الخدمة العرب، إلا أنه الأقل من حيث الإمكانات المقدمة

- اليوتيوب YouTube :

موقع يوفر مقاطع فيديو على الإنترنت.
- المواقع المفضلة (المفضلات الاجتماعية) :

المفضلة favorites  الموجودة في متصفح الإنترنت، وتختلف محتوياتها بالطبع باختلاف الشخص مستخدم الحاسوب، حيث ان محتوياتها عبارة عن مواقع مفضلة لدى الشخص المستخدم. وعندما يقوم مجموعة من الزملاء الاهتمام المشترك بوضع مفضلاتهم الشخصية على الويب فإنها تسمى بالمفضلات الاجتماعية. أي انها تسمح لمستخدمي الانترنت بتخزين عناوين مواقعهم المفضلة في قاعدة بيانات الخدمة والرجوع لمفضلته من أي مكان في العالم وباستخدام أي حاسوب مع إضافة وسوم لوصف محتوى الموقع المخزن. ومن أشهر خدمات المفضلة الاجتماعية خدمة ديليشوز.
- الويكي (wikis):

عبارة عن برنامج يساعد على الكتابة بشكل جماعي، بحيث يمكن لأي شخص تعديل المحتوى والصفحات والإضافة إليها بسهولة وبدون قيود. وتعتبر موسوعة ويكيبيديا المفتوحة المتعددة اللغات واحدة من أشهر تطبيقات برامج الويكي.

### عيوب (web.2)
إن الويب 2.0 تحتاج إلى تجهيزات أمنية عالية، وإضافات مكلِّفة.

## الجيل الثالث (web.3)

### تعريف (web.3)
هو مصطلح مستخدم لوصف مستقبل شبكة ويب العالمية وذلك بعد تقديم «الويب 2,0» الذي يعبر عن ثورة ويب الحديثة، وأصبح كثرين من العاملين في المجال التقني والصناعي يستخدمون مصطلح «ويب3,0» ليشيروا إلى الموجة المستقبلية لإبداع الإنترنت.

### من مسميات (web.3)
مصطلح الويب الدلالي للدلالة على  (ويب 3,0)  وهو مصطلح ابتدعه تيم بيرنز زلي نفس الرجل الذي اخترع الويب أول مره، والويب الدلالي هو مكان تستطيع فيه ألآلة قراءة صفحات الويب بطريقة ذاتها التي يقرأها البشر، وتتمكن فيه  محركات البحث وبرمجيات التحري من أن تعثر على ما تريد أن تبحث عنة بالضبط .

### منهجية تعامل ويب (web.3) معالمعلوماتوالبيانات
تكون وفق مسارين:
1. المسار الأول: يجعل أدوات جمع، وتصنيف، وفهرسة، وتخزين، واسترجاع، ومعالجة، وعرض البيانات والمعلومات، والبحث فيها، وتعمل بناء على ما تحمله هذه المعلومات والبيانات من دلالات ومعان، وليس على أساس ما تحتويه من أحرف، وألفاظ، وكلمات، ومن ثم بناء التنسيقات المشتركة لتبادل البيانات .
2. المسار الثاني: يجعل جميع أنواع هذه الأدوات من تطبيقات، ومتصفحات، وقواعد بيانات، وبرمجيات إدارة التقويمات، وجداول المواعيد، والجداول الإحصائية وغيرها من البرمجيات مهيأة لأن تفتح بلا حواجز أمام أدوات البحث عن معلومات وبيانات والتقاطها وتجمعيها كمحركات البحث، ومتصفحات الإنترنت، وأدوات نقل المعلومات وعرضها في مكان واحد بما يجعل منها جمعياً نسجياً متكاملاً مترابطاً وليس كتلاً مستقلة مغلقه على نفسها، وبذلك يتيح للفرد البدء بقاعدة بيانات معينه، ثم الانتقال من خلال مجموعة لا تنتهي من القواعد البيانات التي ترتبط ببعضها ليس بالأسلاك لكن بأنها جمعيا تدور حول نفس الموضوع أو نفس الشيء .

### مكونات (web.3)
يتكون الويب 3,0 من مجموعة نظريات التصميم، ومجموعات عمل، وعدد من التقنيات، ويٌنظر إلى بعض عناصره على أنها عناصر مستقبلية لم تنفذ بعد، والبعض الآخر  يعبر عنه بمواصفات منهجية .
يتضمن الويب الدلالي المعايير والأدوات الخاصة  بما يلي:  
1. الكود الموحد وروابط المصادر: يمثل معيار تمثيل البيانات، وهو معيار لتوضيح وتحديد المصادر (مثل صفحات الويب), لتوفير أساس لتمثيل البيانات المستخدمة في معظم لغات العالم، وتحديد مصادر تلك البيانات . ومن المفترض أن تكون عناوين URLموحدة في جميع محتويات مواقع ويب ولكن في الأنظمة القديمة قد يكون هناك اختلافات بين المحتوى وبعض عناوين URL. أي أن URLهو لغة التعامل بين مواقع وصفحات الويب، فعن طريقها يمكن الوصول إلى المواقع   والتجول بينها، ومن الجدير بالذكر أن الروابط المصادر تظهر أمام المستخدم في شكل كلمات، أو حروف مثل \\www.yahoo.com , إلا أنها في الأصل عبارة عن مجموعة أرقام مقسمة إلى أربعة مقاطع، وفي كل مقطع فيها تتراوح أرقام بين (0-255) ويفصل بينهم (.), مثل:1.14.186.192, وتكون هذه الأرقام بديلة عن عنوان الموقع، وبذلك يمكن استدعاء الموقع بأي الطريقتين، ويتضح هذا في برتوكول الإنترنت .[12]
2. لغة التميز الممتد: مخططات لغة التميز الممتد XML Schema وهي وثائق لغة التميز المحدودة XML التي تصف وثائق لغة التميز المحدود XML الأخرى، وتسمح هذه المخططات بالقيام في القواعد التي قام المستخدمون ببنائها، ويمكنك التحقق من صحة وثائق لغة التميز المحدود XML في المخطط، أو كتابة مخطط يصف لك  كيفية كتابة لغة التميز المحدود XML الخاص بك . وهي اللغة التي تقوم بعمل واصفات Tags, وظيفتها الربط ذو المعنى بين عناصر المصطلح ومكوناته، فمثلاً تقوم بالربط بين البحث والمجلد الذي يحتويه .
3. أطار وصف المصدر : هو أسلوب يوسع من إمكانيات لغة XML, فهو يوفر إطار وصف المصادر، كما أنه وسيلة متجانسة وموحدة لوصف موارد الإنترنت وطلب معلومات منها بدءا من صفحات النصوص والرسومات إلى ملفات الصوت ومقاطع الفيديو، ويساعد على التوافق التركيبي المتبادل، ويمثل الطبقة الأساسية لبناء الويب  .
4. مخططات إطار وصف المرجع : هو أشبه بمعجم لوصف خصائص وصفوف مصادر أطار وصف المصدر RDF ومعانيها، كما يوفر وصفا مسبقاً للمصدر، وهو النمط الأساسي لنظام RDF إلى جانب أنه يصف طبقات وخصائص المصادر في نموذج RDF الأساسي، كما يوفر إطاراً منطقياً لاستنتاج أنواع المصادر .[12]
5. لغة وصف مراجع ويب :  تهتم هذه التقنية بتحويل المحتوى من محتوى عادي يفهمه البشر فقط إلى محتوى يفهمه كل من البشر والآلة معنا .
6. المنطق والبرهان : هو نظام الاستدلال الآلي، المقدم في بداية مقدمة بنية تبويب البيانات، للوصول إلى استنتاجات جديدة، باستخدام مثل هذا النظام يمكن للمستخدم أن يقتصر العمل الذي يقوم به في حالة وجود مصدر معين يلبي طلباته .
7. بروتوكل سباركل ولغة استعلام إطار وصف المصدر  : هو عبارة عن بروتوكل ولغة استعلام عن المصادر للويب الدلالي، ومصادر إطار وصف المصدر RDF , وتسمح هذه اللغة للمستخدمين بكتابة استعلامات عمومية مبهمة، وتسمح هذه لغة بالاستعلام بوضوح دون غموض .
8. الثقة : هي الطبقة النهائية للعناوين التي يدعمها ويب 3,0 , ولم يحقق هذا المكون تقدماً بعيداً عن رؤية السماح للمستخدمين بوضع أسئلة عن مصداقية البيانات الويب، وذلك من أجل تأكيد توفر جودتها والثقة بها .[12]

### صفات (web.3)
من صفات ويب 3 :
1. يحتوي على ذكاء الويب الدلالي.
2. يحتوي على شبكة محوسبه التي  تقدم البرامج على أنها خدمة .
3. يحتوي على تقنيات مفتوحة المصدر.
4. التواجد لكل شخص مع تكوين معلومات شخصية عنه وما يفضله

### مميزات (web.3)
من مميزات ويب 3 :
1. التعامل بمنطقية مع البيانات، ومحاولة محاكاة العقل البشري.
2. تطوير عمليات البحث بحيث تبحث عن الكلمات ودلالتها.
3. توظيف كل من بيئتي عمل الويب 1,0 والويب 2,0 والاستفادة من مميزات كل منهما.
4. إمكانية التحديث المستمر وبشكل آلي.
5. توظيف إمكانيات الذكاء الصناعي في خدمة العمل داخل إطار عمل الويب 3,0

### اهمية (web.3)
1. تحسين عملية البحث.
2. تحسين تصنيف البيانات.
3. تسهيل تطوير المفردات.
4. تحسين نشر المعلومات المنتقاة.
5. تكامل المعلومات البيانات ومخططاتها
6. مزج البيانات وتجسيدها.
7. التوليف آلالي للويب.
8. خبرة العثور على المعلومات.
9. آلية الإجابة عن أسئلة.

## جدول يوضح الفرق بين (web 3),(web 2),(web 1)
| مجال المقارنة      | web 1 | web 2 | web 3 |
| ------------------ | --- | --- | --- |
| الاسم              | الويب | الويب الاجتماعي | الويب الدلالي |
| مخترعه             | تيم بيرنزز لي | تيم اورلي | تيم بيرنزز لي |
| وصفه               | ويب القراءة | ويب القراءة والكتابة | ويب القراءة والتنفيذ |
| مستخدميه           | ملايين | بلايين | مليارات |
| هدفه               | التعامل مع النظام البيئي                                                                                                | المشاركة | فهم نفسه |
| طرق الاتصال        | اتصال المعلومات | اتصال الأفراد | اتصال المعرفة |
| الحواس المستخدمة   | المخ والعين (يكون معلومات)                                                                                              | المخ والعين والأذن والصوت والقلب (يكون عاطفة) | المخ والعين والأذن والصوت والقلب واليدين والقدمين (يكون الحرية) |
| الوسائط            | يعتمد على الفلاش في صفحات الويب والنصوص والرسوم                                                                         | يعتمد على صفحات الويب وفيديو الويكي والإذاعة والنشر الشخصي والبوابات ثنائية الأبعاد                                                                                             | يعتمد على البوابات ثلاثية الأبعاد، وتمثيل الافكار، والبيئة افتراضية متعددة المستخدمين، الألعاب المتكاملة، علم الويب الافتراضي. |
| القائم بالنشر      | شركات خاصة نشر المحتوى التي يستخدمها الناس مثل CNN                                                                      | الأفراد الذين ينشرون المحتوى الذي يقوم الأفراد باستهلاكه وتقوم الشركات بناء بيئة العمل التي ينشر الأفراد المحتوى بها                                                            | يقوم الأفراد ببناء التطبيقات التي يمكن أن تتفاعل مع الناس، والشركات تقوم ببناء بيئة العمل التي تمكن الأفراد من نشر الخدمات وذلك من خلال العلاقة بين الأفراد والمحتوى الخاص                                                                   |
| وظيفة محركات البحث | محركات البحث تسترجع محتوى البحث الكلي بشكل سريع جدا ولكن غالبا ما تكون النتائج غير دقيقة، أو أكثر مما يحتاجه المستخدمون | محركات البحث تسترجع الواصفات مع المحتوى وتكون عملية التوصيف يدوية ومملة، ويغطي في البحث نسبة ضئيلة من الصور، والروابط، والأحداث، والأخبار، والمدونات، والصوت، والفيديو وغيرها . | محركات البحث تسترجع الواصفات مع المحتوى وتكون عملية التوصيف آلية، ويغطي في البحث نسبة كبيرة جدا من الويب وتكون النتائج غاية في الدقة حيث تعتمد على وضع الواصفات مما يساعد على حل الكثير من غموض البحث، ومن ثم فهو يبحث عن الكلمات ومرادفاتها |
| محتوى الويب        | محتوى الويب1.0ثابت وتوجد طريقة واحدة لنشر المحتوى دون تفاعل قارئ المحتوى مع ناشره                                       | يوفر محتوى الويب أكثر من طريقتين في الاتصال، من خلال الشبكات الاجتماعية والمدونات والويكي والتوصيف والمحتوى المنشأ من قبل المستخدم والفيديو                                     | يعتمد محتوى الويب على تفاعل الذكاء الصناعي مع التعلم عن طريق الويب، ويساعد على جعل خبرة الويب شخصية. |
| الشكل              | موقع ويب شخصي ويعتمد على نظام إدارة المحتوى                                                                             | مدونات، وويكي، وويكيبيديا | مدونات دلالية ومدونات منظمة، والويكي الدلالي، وويكي الوسائط الدلالي |

## أدوار أجيال الويب
من ادوار اجيال الويب :
1. web 1 : اتصال البيانات مشاركة مساحة النصوص الفائقة .
2. web 2 : اتصال مستخدمين المحتوى معد بواسطة المستخدم الشبكات الاجتماعية
3. web 3 : ذكاء الاتصال تكنولوجيا الويب الدلالية للمعلومات جزاء من المشكلة .